# Solgraben (Unstrut)
Der Solgraben, seltener Soolgraben, ist ein gut 13 km langer, linker Zufluss der Unstrut im nordthüringischen Kyffhäuserkreis.

## Verlauf
Als Solgraben bezeichnet man einen Teil des Mittellaufs sowie den Unterlauf der Kleinen Wipper. Er wendet sich ab Bad Frankenhausen in östliche Richtung, tangiert dabei die Orte Esperstedt und Ringleben. Bei Schönfeld mündet der Solgraben von links in die Unstrut.

## Ursprung
Einen genauen Ursprung zu finden ist schwierig. Einige Quellen belegen den Beginn des Solgrabens ab Erreichen eines Kleinen-Wipper-Arms im Quellgrund, andere Quellen ab Zusammenfließen der beiden Kleine-Wipper-Arme am Hallenbad Kyffhäuser Therme.